# Casa de Atabeque
Os atabequíadas ou atabequiãs (em armênio/arménio:  Աթաբեկյաններ, transl. At’abekyanner) foram a casa principesca armênia (meliques) dos Senhores do principado de Jeraberde (melicado) em Artsaque, que governou no século XIX. O representante mais renomado desta família foi o príncipe João (Vani) Atabeque, príncipe de Jeraberde, que participou ativamente da Guerra Russo-Persa (1804–13).
Os atabequíadas tem sua origem nos descendentes do príncipe Ivã-Atabeque I Haçane-Jalaliã, filho do príncipe Haçane-Jalaliã, o Senhor de Khachen. Foi na família principesca de Haçane-Jalaliã que o título nobre “atabeque” se tornou um nome próprio e se generalizou. Descendente de Ivã-Atabeque I, o príncipe Atabeque III, se estabeleceu na parte nordeste do domínio ancestral, ao longo das margens dos rios Tartar e Cusapate e ali deu origem a uma nova dinastia. Portanto, os atabequíadas consideram-se um ramo dinástico da Casa de Haçane-Jalaliã, e através deles traçam a sua ascendência até às casas nobres dos vactânidas, arranxaíquidas, siúnidas e dos Haicazuni. Estudos de DNA em 2009 também revelaram parentesco entre os atabequíadas e os príncipes argutíadas de Lorri, melique-iegânidas de Dizaque e melique-dadiânidas de Gori. Todas as famílias mencionadas pertencem ao haplogrupo R1b1b2a.

## Atualidade
Atualmente, a Casa principesca dos atabequíadas é um dos clãs bem organizados e ativos da nobreza armênia. Os atabequíadas organizam regularmente reuniões de clãs (tohmahavaq). As últimas foram realizadas em 8 de outubro de 1983 em Meliqgyul e em 19 de abril de 2014 em Ierevã. A última reunião do clã elegeu o príncipe Herache Atabeque como chefe (tohmapet) da Casa dos atabequíadas.
Em 27 de julho de 2012, os atabequíadas estavam entre as quatro casas aristocráticas que iniciaram a restauração da aliança das tradicionais dinastias principescas do Artsaque arrmênio, Melicados de Carabaque, criando a União Melique armênia.